# Mihail Strogoff
Mihail Strogoff (în franceză Michel Strogoff) este un roman de Jules Verne, apărut între 1 ianuarie și 15 decembrie 1876 în Magasin d'Éducation et de Récréation, scris special pentru vizita țarului la Paris. Cartea a primit aprobarea autorităților ruse înaintea publicării. Pentru elaborarea romanului, Jules Verne a cerut sfatul scriitorului Ivan Turghenev, al cărui editor era tot Hetzel.

## Povestea
Acțiunea romanului are loc în secolul al XIX-lea în Imperiul Rus condus de țarul Alexandru al II-lea. În timpul unei invazii a tătarilor în Siberia, acesta trimite un curier către Irkutsk la fratele său, Marele Duce, pentru a-l sfătui să se ferească de trădătorul Ivan Ogareff, care vrea să predea orașul invadatorilor.
Curierul, pe nume Mihail Strogoff, pornește din Moscova incognito, sub numele Nicolas Korpanoff. Pe drum, el se întâlnește cu Nadia, o livoneză care merge la Irkutsk pentru a se alătura tatălui ei, exilat acolo, și cu doi reporteri: francezul Alcide Jolivet și englezul Harry Blount. Trecând prin Omsk, orașul în care trăiește mama lui, Mihail este recunoscut de aceasta, fiind demascat în fața trădătorului Ogareff.
Făcut prizonier, el este orbit cu fierul roșu, iar scrisoarea din partea țarului îi este luată de către Ogareff, care merge la Marele Duce și se dă drept Mihail Strogoff, curierul țarului. Nadia îi rămâne fidelă lui Mihail, ajutându-l să își continue drumul spre Irkutsk, unde ajung chiar în momentul în care tătarii se pregătesc de asediu, profitând de trădarea lui Ogareff care, după ce câștigă încrederea Marelui Duce, șubrezește apărarea cetății. Mihail îl ucide pe trădător, dovedind că nu orbise în realitate, apoi se căsătorește cu Nadia, al cărei tată este grațiat de Duce în urma actelor de vitejie.

### Capitolele cărții
| - I. - O serbare la Palatul Nou - II. - Rușii și tătarii - III. - Mihail Strogoff - IV. - De la Moscova la Nijni Novgorod - V. - Ordonanță în două articole - VI. - Frate și soră - VII. - Pe Volga în jos - VIII. - Urcând spre Kama - IX. - La drum, ziua și noaptea - X. - O furtună în munții Urali - XI. - Călători în primejdie - XII. - O provocare - XIII. - Mai presus de orice datoria - XIV. - Mamă și fiu - XV. - Mlaștinile din Baraba - XVI. - Ultimul efort - XVII. - Versete și cântece | - I. - O tabără tătară - II. - O atitudine a lui Alcide Jolivet - III. - Dinte pentru dinte - IV. - Intrarea triumfală - V. - Să vadă toate ochii tăi, să vadă! - VI. - Un prieten de drumul mare - VII. - Trecerea fluviului Yenisei - VIII. - Când îți iese iepurele înainte... - IX. - În stepă - X. - Baikal și Angara - XI. - Între două maluri - XII. - Irkutsk - XIII. - Un curier al țarului - XIV. - Noaptea de 5 spre 6 octombrie - XV. - Încheiere |